# 里部
里部，為漢字索引中的部首之一，康熙字典214個部首中的第一百六十六個（七劃的則為第二十個）。在傳統漢字與中文簡化字中，其都被歸為七劃部首。里部只以下方為部字。且無其他部首可用者將部首歸為里部。

## 部首單字解釋
1.居住、為鄰。
2.古以二十五家為一里，今為鎮或市以內之編組單位（今地方政府行政區域之一），與村相當。
3.古時計算面積的單位，縱橫三百步之間。
4.量詞，長度單位。舊制三百六十步為一里，約一百八十丈，今制以一千五百市尺為一市里，即五百公尺；一千公尺為一公里。
5.姓。見通志 · 氏族略四。
6.古代村民聚居的地方，即聚落。
7.街坊、巷弄。
8.居所、居處。
9.故鄉。
10.內在，通「裡」、「裏」。
11.憂愁，通悝。
- 補充：里泛指公里；哩專指英里。

## 字形

金文
小篆

## 字例
（依Unicode排名）
| 除部首外之筆劃 | 字例 |
| -------------- | ---- |
| 0              | 里   |
| 2              | 重   |
| 4              | 野䤚 |
| 5              | 量𨤧 |
| 8              | 𨤮𨤯 |
| 9              | 𨤰   |
| 10             | 𨤳   |
| 11             | 釐𨤵 |
| 18             |      |
| 23             | 𨤼   |